# Toltrilzwam
De toltrilzwam (Exidia recisa) is een schimmelsoort, die tot de familie Auriculariaceae behoort. Het is een saprofyt, die vooral op het dode hout van de boswilg voorkomt, maar ook groeit op andere loofbomen. De toltrilzwam komt voor in de meridionale tot boreale gebieden van de holarctis en is het hele jaar door te zien, maar vooral aan het eind van de winter. De toltrilzwam staat op de Nederlandse Rode lijst als gevoelig.

## Eigenschappen

### Macroscopische eigenschappen
De toltrilzwam vormt galvormige, in het jonge stadium gesteelde bolletjes. Later groeien ze uit tot tol- of iets bekervormige vruchtlichamen, waarbij de steel kegelvormig en het hymenium aan de bovenkant vlakker wordt. De iets glanzende basidiocarpen (vruchtlichamen) worden rond 2,5 cm hoog en breed. In het begin zijn ze geelbruin, maar kunnen door uitspoeling lichter en door indroging donkerder (tot aan zwartbruin) worden. De rand van de bovenkant is licht gegroefd. De bovenzijde is in het begin glad en wordt later afgerond. De spore-afdruk is wit.

### Microscopische eigenschappen
Er is een monomitisch hyfensysteem en bestaat uit alleen maar generatieve hyfen. Ze zijn cilindrisch, kleurloos doorzichtig en niet kleurbaar met een joidumoplossing. De basidia zijn ellipsoïde, gesepteerd en 8–15 × 6–10 µm groot. De sporen hebben de vorm van een worstje en zijn 14–15 × 3–3,5 µm groot.